# Stenanona costaricensis
Stenanona costaricensis är en kirimojaväxtart som beskrevs av Robert Elias Fries. Stenanona costaricensis ingår i släktet Stenanona och familjen kirimojaväxter. Inga underarter finns listade i Catalogue of Life.